# Сенькове (Куп'янський район)
Се́нькове — село в Україні, у Куп'янському районі Харківської області. Входить до складу Курилівської сільської громади.

## Географія
Село Сенькове розташоване на правому березі Оскільського водосховища, через водосховище є міст, вище за течією за 6 км розташоване село Пристін, нижче за течією за 5 км розташоване село Лісна Стінка, на протилежному березі — село Кругляківка. Через село проходить автомобільна дорога Р79.

## Історія

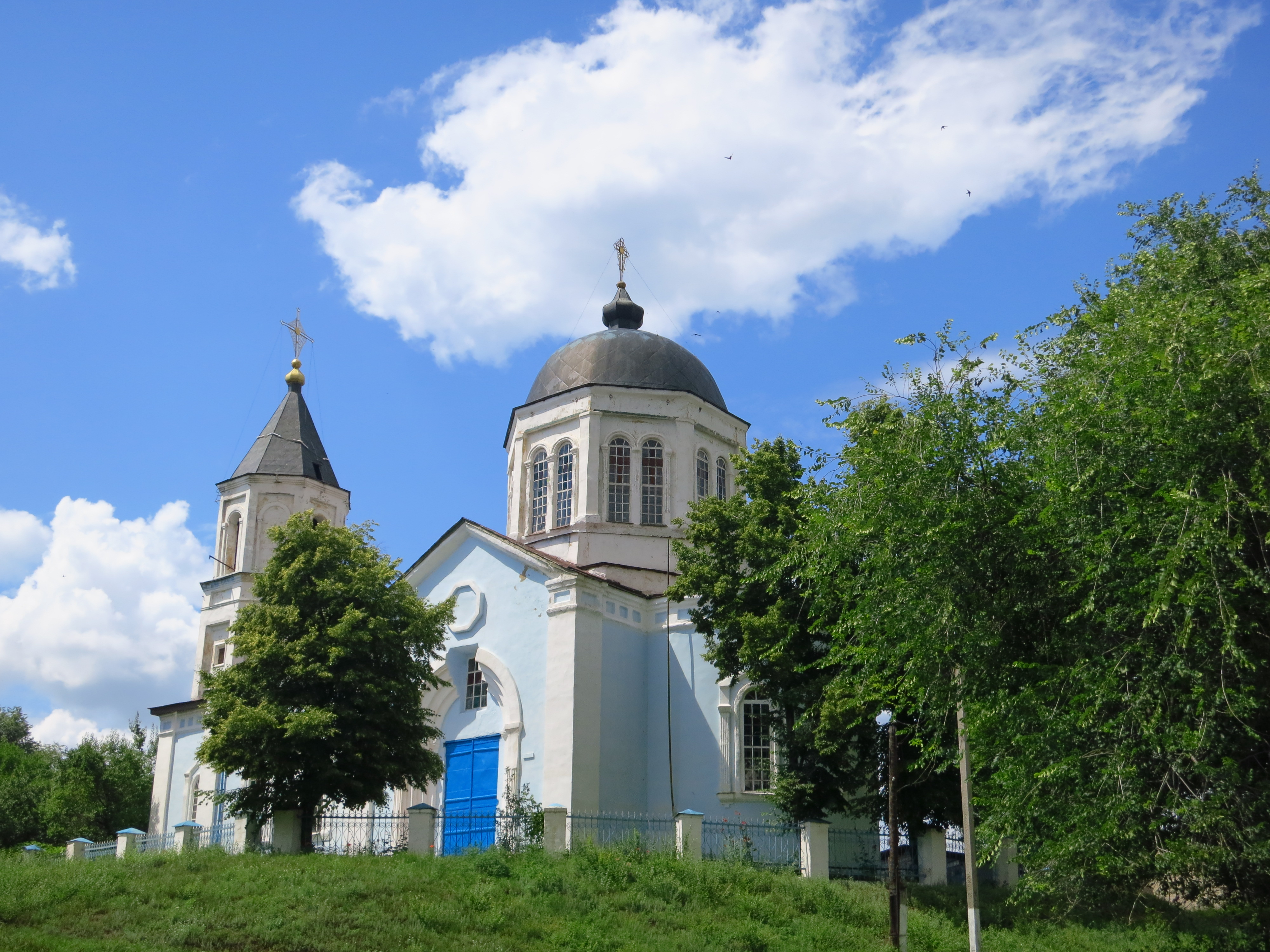
Храм Успіння Пресвятої Богородиці з дзвіницею

Село засноване в 1674 році групою вихідців з-під Києва, яку очолював сотник Семен Богуславський. Спочатку поселення розмістили в низині при впадінні в Оскіл річки Сеньок. У 1678 році вихором налетіли татари і розруйнували його. Жителі перебралися на узвишшя для оборони поселення побудували острог. Після цього не раз відбивали татарські наскоки.
До Жовтневого перевороту Сенькове було центром волості, після перевороту (з 1923 по 1932 рік) — центром району Куп'янського округу. З початку колективізації до 1958 року в селі діяла МТС.Один з директорів, який очолював її в післявоєнні роки, — К. Д. Бондар був наділений звання Героя Соціалістичної Праці.
У кінці XVII століття в Сеньковому була побудована церква, яка дістала назву Успенської в ім'я успіння Богородиці. Місцева громада і керівники села зуміли зберегти церкву від руйнування в часи релігійних репресій більшовиків.
Під час організованого радянською владою Голодомору 1932—1933 років померло щонайменше 542 жителі села.
До 2020 року орган місцевого самоврядування — Сеньківська сільська рада.
19 липня 2020 року, в результаті адміністративно - територіальної реформи та ліквідації колишнього Куп'янського району (1923— 2020), село увійшло до складу новоутвореного Куп'янського району Харківської області. 

## Населення

### Мова
Розподіл населення за рідною мовою за даними перепису 2001 року:
| Мова            | Кількість | Відсоток |
| --------------- | --------- | -------- |
| українська      | 1146      | 90.09%   |
| російська       | 124       | 9.75%    |
| білоруська      | 1         | 0.08%    |
| інші/не вказали | 1         | 0.08%    |
| Усього          | 1272      | 100%     |

## Культура

### Сеньківська сільська бібліотека
Перша бібліотека в селі Сенькове була відкрита в далекому 1896 році за сприяння Товариства поширення у народі грамотності. Свідчення про це надають «Доклады Харьковской губернской Земской управы Харьковскому земскому собранию».- 1896.- с.13-22. З книги «Історія міст і сіл УРСР» ми можемо дізнатися, що в 30-ті роки ХХ століття в Сенькові був побудований клуб з приміщенням для бібліотеки. Ще є дані з цієї книги, що в той час в селі було 3 бібліотеки з загальним фондом 13 тисяч екземплярів.
В повоєнний час, за свідченнями очевидців, бібліотека відновила свою роботу в січні 1946 року. Фонд був знищений і бібліотекар Попова Раїса Степанівна збирала книги у жителів села і принесла свою літературу в бібліотеку. Згодом літературу привезли з відділу народної освіти міста Куп'янська. З 1955 по 1966 роки в бібліотеці працює Войтенко Раїса Кирилівна. В кінці 1950-х років бібліотека переїжджає в інше приміщення, де їй виділили 3 кімнати (тепер це житловий будинок біля лісгоспу). В ті роки бібліотеку активно відвідували жителі села.  Проводились різноманітні масові заходи, на фермах та машинних таборах були відкриті бригадні абонементи. В 1962 році бібліотеку переводять в приміщення старої сільради. В бібліотеку приходить працювати Коробова К. І.
В 1967 році в Сенькові відкривається новий клуб і бібліотеку переводять в пристосоване приміщення в клубі. З 1966 по 1978 рік в бібліотеці працювали Надія Федорівна Нарожна, О. Д.Д'якова, Г. М. Голдаєвич, З. І. Брунько. З січня 1978 року завідувачкою бібліотеки стає Мороз Л. Й. В 1992 році до Сеньківської бібліотеки бібліотекарем по роботі з дітьми приходить працювати Ківшар Олена Іванівна. Трохи згодом до Сеньківської бібліотеки передають фонд бібліотеки села Синихи. Деякий час в Синисі працював бібліотечний пункт, а потім його закрили. В кінці 1998 року Л. Й. Мороз звільняється і посаду завідувачки обіймає Ківшар Олена Іванівна, яка працює в бібліотеці дотепер. На початку 1999 року бібліотеку знову переводять, на цей раз до школи. В серпні 2007 року бібліотека переїздить в приміщення сільської ради, де вона знаходиться  і на даний час.
Бібліотека розташована на вул. Харківській, 49, співпрацює з школою, клубом, сільською радою. Проводяться спільні заходи до державних та народних свят, ведеться краєзнавча робота. В бібліотеці оформлений куточок «Остап Вишня: Сенькове і сеньківці», присвячений українському гумористу, який часто бував в Сенькові. Працює дитячий прикладний гурток «Дивосвіт» Сеньківська сільська бібліотека є філією Куп'янської централізованої бібліотечної системи. Вона обслуговує більш як 500 жителів села, фонд налічує 7248 екземплярів.

## Економіка
- Молочно-товарна і птахо-товарна ферма.
- Спортивно-рибальська база.

## Відомі уродженці
- Тютюнник Дмитро Андрійович (30 квітня 1934 — 2003) — український ґрунтознавець, кандидат сільськогосподарських наук, доцент Київського національного університету імені Тараса Шевченка.
- Сенькове часто обирав для відпочинку і для творчих поїздок відомий український письменник-гуморист Остап Вишня (П. М. Губенко).
- За свідченнями ряду публікацій у Сенькові якийсь час проживав син відомого ватажка селянського повстання О. І. Пугачова — Трохим. Однак документів про це не залишилося.